# Byron Pope
Byron Pope (* 1893; † 1973) war ein US-amerikanischer Politiker. Zwischen 1937 und 1939 war er als Präsident des Staatssenats faktisch Vizegouverneur des Bundesstaates Tennessee, auch wenn dieses Amt formell erst 1951 eingeführt wurde.

## Werdegang
Die Quellenlage über Byron Pope ist sehr schlecht. Es beginnt bereits bei seinem Vornamen, der manchmal als Byron und manchmal als Bryan angegeben wird. Bei Find a Grave gibt es einen Byron Pope, der am 3. November 1893 geboren wurde und am 31. Oktober 1973 in Chattanooga verstarb. Dieser wird als Veteran des Zweiten Weltkrieges bezeichnet. Ein Bezug zum Staatssenator wird nicht angegeben und ist daher fraglich, wenngleich es sich hierbei um die gleiche Person handeln könnte.
Sicher ist: Byron Pope wurde 1893 geboren und starb 1973. Er war zwischen 1937 und 1939 Mitglied des Senats von Tennessee und gleichzeitig Präsident dieser Kammer. In seiner Eigenschaft als Senatspräsident war Pope Stellvertreter von Gouverneur Gordon Browning. Damit bekleidete er faktisch das Amt eines Vizegouverneurs. Dieser Posten war bzw. ist in den meisten anderen Bundesstaaten verfassungsmäßig verankert; in Tennessee ist das erst seit 1951 der Fall. Nach seiner Zeit im Staatssenat ist Byron Pope politisch nicht mehr in Erscheinung getreten.